# Кирхдорф ан дер Илер
Кирхдорф ан дер Илер (њем. Kirchdorf an der Iller) општина је у њемачкој савезној држави Баден-Виртемберг. Једно је од 45 општинских средишта округа Биберах. Према процјени из 2010. у општини је живјело 3.564 становника. Посједује регионалну шифру (AGS) 8426066.

## Географски и демографски подаци
Кирхдорф ан дер Илер се налази у савезној држави Баден-Виртемберг у округу Биберах. Општина се налази на надморској висини од 551 метра. Површина општине износи 22,9 km². У самом мјесту је, према процјени из 2010. године, живјело 3.564 становника. Просјечна густина становништва износи 156 становника/km².